# Saint-Vincent-sur-Jabron
Saint-Vincent-sur-Jabron ist eine französische Gemeinde mit 168 Einwohnern (Stand 1. Januar 2022) im Département Alpes-de-Haute-Provence in der Region Provence-Alpes-Côte d’Azur. Sie gehört zum Kanton Sisteron im Arrondissement Forcalquier. Die Bewohner nennen sich Saint-Vincentais.

## Geographie
Die Gemeinde liegt beidseits des Flusses Jabron und grenzt im Norden an Éourres, im Osten an Noyers-sur-Jabron, im Süden an Saint-Étienne-les-Orgues und Lardiers, im Südwesten an Châteauneuf-Miravail sowie im Westen an Curel.

## Bevölkerungsentwicklung

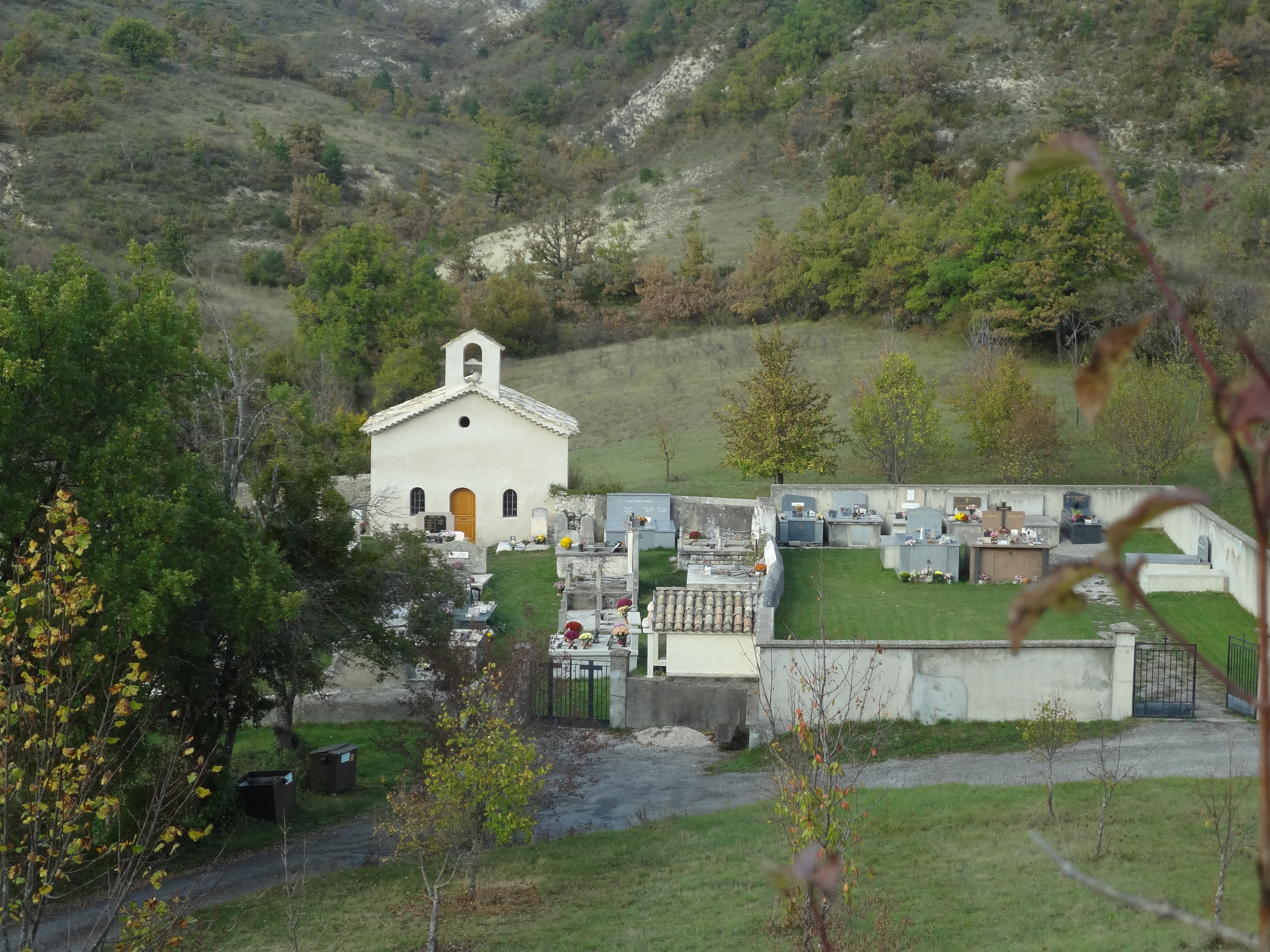
Kirche Saint-Vincent

| Jahr      | 1962 | 1968 | 1975 | 1982 | 1990 | 1999 | 2008 | 2012 |
| --------- | ---- | ---- | ---- | ---- | ---- | ---- | ---- | ---- |
| Einwohner | 170  | 148  | 124  | 132  | 151  | 192  | 194  | 228  |